# Challet
Challet é uma comuna francesa na região administrativa do Centro, no departamento Eure-et-Loir. Estende-se por uma área de 10,17 km². Em 2010 a comuna tinha 442 habitantes (densidade: 43,5 hab./km²).